# Trib (biologie)
În biologie, un trib (în latină: tribus) este un rang taxonomic situat între familie și gen, sau taxoane minore intermediare cum ar fi subfamilia. Uneori acesta poate fi subdivizat în:
- Supratrib (supertribus) — doar în zoologie; și
- Subtrib (subtribus)

În zoologie, câteva exemple mai notorii ar fi Hominini, Caprini, Bombini și Thunnini. Terminația standard pentru denumirea zoologică a tribului este "-ini".  Tribul Hominini este divizat în subtriburi de unii oameni de știință; subtribul Hominina cuprinzând oamenii. Terminația standard pentru denumirea zoologică a subtribului este "-ina".
În botanică, terminația standard pentru denumirea botanică a tribului este "-eae". De exemplu: Acalypheae, Hyacintheae. Tribul Hyacintheae este divizat în subtriburi, printre care și subtribul Massoniinae. Terminația standard pentru denumirea botanică a subtribului este "-inae".
- FAMILIE
  - Supratrib
    - TRIB
      - Subtrib
        - GEN